# Daniel Flückiger
Daniel Flückiger (* 12. Januar 1820 in Auswil, Kanton Bern; † 29. April 1893 in Aarwangen) war ein Schweizer Landwirt, Autor und Notar.

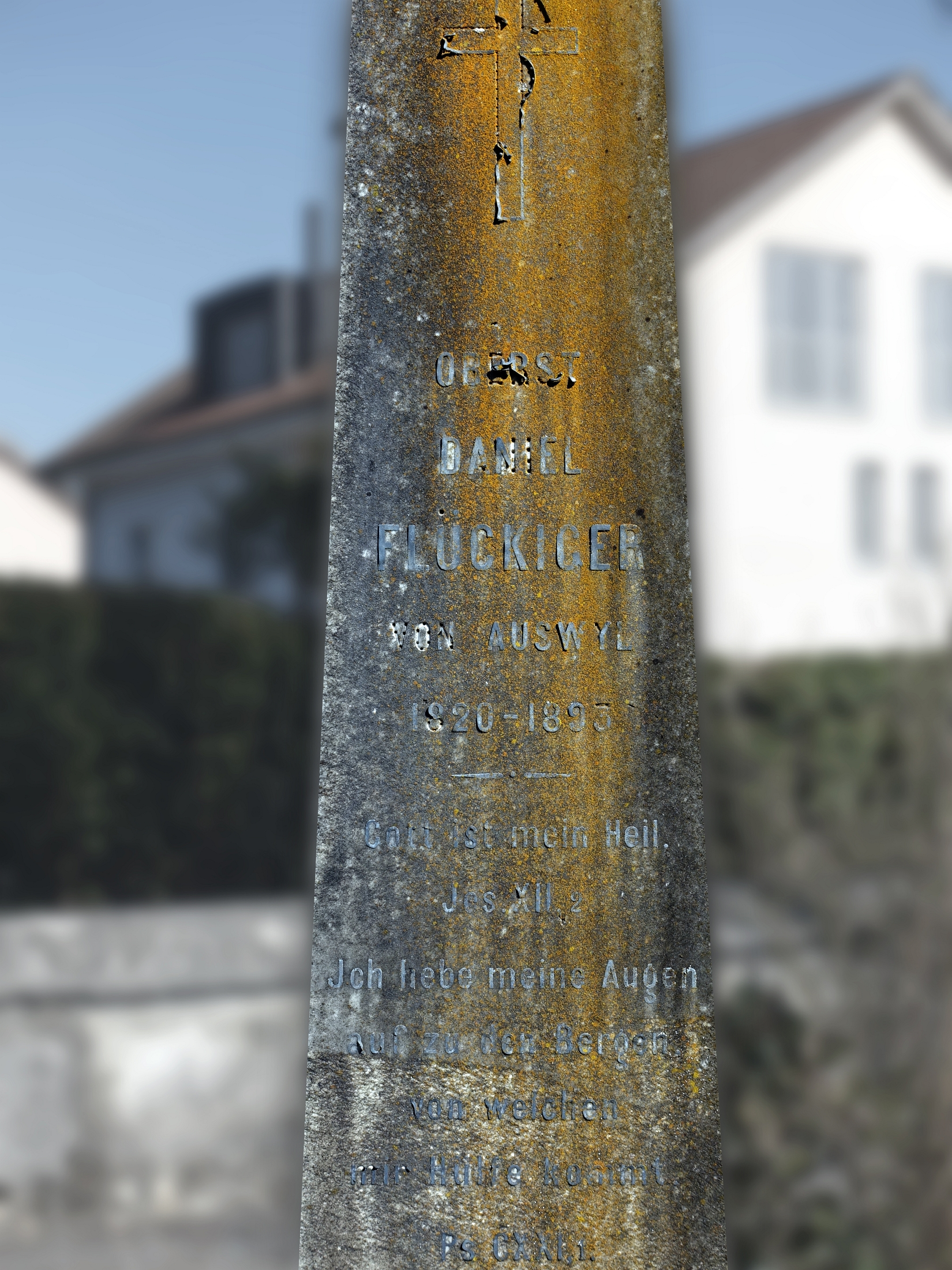
Grab im reformierten Kirchhof von Aarwangen

## Leben und Werk
Flückiger bewirtschaftete ein kleines Gut in Aarwangen. Daneben war er auch publizistisch tätig, vor allem zum Thema Viehzucht. Seine Berichte über die Viehabteilung an der Weltausstellung Paris 1878 entwickelten sich zu Werbeschriften für Schweizer Vieh im Ausland. Als Präsident der Oberaargauischen Gesellschaft für Viehzucht war er für die Verwaltung der Urner Alpen verantwortlich, in der er die doppelte Buchhaltung einführte. 1857 verfasste Flückiger für den Oekonomischen und gemeinnützigen Verein des Oberaargaus eine Bittschrift für eine landwirtschaftliche Schule, die zusammen mit anderen Vorstössen zur Gründung der landwirtschaftlichen Schule Rütti-Zollikofen führte. Von 1869 bis 1875 sass er im Nationalrat und gehörte 1869/1870 der nationalrätlichen Kommission zur Einrichtung einer landwirtschaftlichen Abteilung am Polytechnikum Zürich an.
Flückiger war von 1847 bis 1878 Amtsgerichtsschreiber in Aarwangen und widersetzte sich der Vereinigung von Oekonomischer und Gemeinnütziger Gesellschaft des Kantons Bern. Aus Protest trat Flückiger 1889 aus dem Ausschuss der Gesellschaft zurück. Flückiger war landwirtschaftlicher Experte bei Eisenbahnangelegenheiten und beim Bau der Strasse Aarwangen–Wynau. Parteipolitisch gehörte er zuerst eher zu den Liberalen, näherte sich dann den Konservativen an und gehörte schliesslich zur Volkspartei. Flückiger war Mitglied der Zofingia.
Flückiger war mit Susanna Katharina, geborene Steiner verheiratet und fand auf dem Kirchhof bei der reformierten Kirche in Aarwangen seine letzte Ruhestätte.